# Гіпполіт (Евріпід)
«Гіпполіт» (дав.-гр. Ἱππόλυτος) — трагедія давньогрецького драматурга Евріпіда, поставлена в 428 р. до н. е.

## Дійові особи
- Афродіта
- Гіпполіт
- Хор мисливців — супутників Гіпполіта
- Слуга
- Хор трезенських жінок
- Годувальниця
- Федра
- Тесей
- Вісник
- Артеміда

## Сюжет
У древніх Афінах правив цар Тесей. Як у Геракла, у нього було два батька — земний, цар Егей, і небесний, бог Посейдон. Головний свій подвиг він здійснив на острові Криті: вбив в лабіринті жахливого Мінотавра і звільнив Афіни від данини йому. Помічницею йому була критська царівна Аріадна: вона дала йому нитку, дотримуючись якої він вийшов з лабіринту. Аріадну він обіцяв узяти в дружини, але її зажадав для себе бог Діоніс, і за це Тесея зненавиділа богиня любові Афродіта.
Другою дружиною Тесея була войовниця-амазонка; вона загинула в бою, а Тесеєві залишила сина Іпполіта. Син амазонки, він не вважався законним і виховувався не в Афінах, а в сусідньому місті Трезені. Амазонки не бажали знати чоловіків — Іполит не бажав знати жінок. Він називав себе служителем незайманої богині-мисливиці Артеміди, посвяченим у підземні таїнства, про які розповів людям співак Орфей: людина має бути чистий, і тоді за труною він знайде блаженство. І за це його теж зненавиділа богиня любові Афродіта.
Третьою дружиною Тесея була Федра, теж з Криту, молодша сестра Аріадни. Тесей взяв її за дружину, щоб мати законних дітей-спадкоємців. І тут починається помста Афродіти. Федра побачила свого пасинка Іполита і закохалася в нього смертної любов'ю. Спочатку вона долала свою пристрасть: Іполита не було поруч, він був у Трезені. Але сталося так, що Тесей убив повсталих на нього родичів і повинен був на рік піти у вигнання; разом з Федра він переїхав в той же Трезен. Тут любов мачухи до пасинку спалахнула знову; Федра збожеволіла від неї, захворіла, злягла, і ніхто не міг зрозуміти, що з царицею. Тесей поїхав до оракула, в його відсутність і сталася трагедія.
Власне, Евріпід написав про це дві трагедії. Перша не збереглася. У ній Федра сама відкривалася в любові Іполита, Іполит в жаху відкидав її, і тоді Федра обмовляли на Іполита повернувся Тесеєві: нібито це пасинок закохався в неї і хотів її збезчестити. Іполит гинув, але правда відкривалася, і тільки тоді Федра вирішувалася покінчити з собою. Саме ця розповідь найкраще запам'ятав потомство. Але афінянам він не сподобався: дуже безсоромною і злий виявлялася тут Федра. Тоді Евріпід склав про Іполиті друге трагедію — і вона перед нами.
Починається трагедія монологом Афродіти: боги карають зверхників, і вона покарає зверхника Іполита, які нехтують любов'ю. Ось він, Іполит, з піснею на честь дівочої Артеміди на вустах: він радісний і не знає, що сьогодні ж на нього обрушиться кара. Афродіта зникає, Іполит виходить з вінком у руках і присвячує його Артеміді — «чистою від чистого». «Чому ти не чтішь і Афродіту?» — Запитує його старий раб. «ЧТУ, але здалеку: нічні боги мені не по серцю», — відповідає Іполит. Він іде, а раб молиться за нього Афродіті: «Прости його юнацьку гордовитість: на те ви, боги, і мудрі, щоб прощати». Але Афродіта не пробачить.
Входить хор трезенської жінок: до них дійшов слух, що цариця Федра хвора і марить. Чому? Гнів богів, зла ревнощі, погана звістка? Назустріч їм виносять Федру, метання на ложі, з нею стара годувальниця. Федра марить: "У гори б на полювання! на квітковий Артемідін луг! на прибережне кінське змагань "- все це Іпполітова місця. Годувальниця умовляє: «Прокинься, відкрийся, пожалій якщо не себе, то дітей: якщо помреш — не вони будуть царювати, а Іполит». Федра здригається: «Не називай цього імені!» Слово за слово: «причина хвороби — любов», «причина любові — Іполит»;
«Порятунок один — смерть». Годувальниця виступає проти: «Любов — всесвітній закон; противитися любові — безплідна гординя, а від будь-якої хвороби є ліки». Федра розуміє це слово буквально: може бути, годувальниця знає яке-небудь цілюще зілля? Годувальниця йде; хор співає: «О, та мине мене Ерот!»
З-за сцени — шум: Федра чує голоси годувальниці і Іполита. Ні, мова була не про зілля, мова була про кохання Іполита: годувальниця все йому відкрила — і даремно.
Ось вони виходять на сцену, він в обуренні, вона благає про одне: «Тільки ні слова нікому, адже ти поклявся!» — «Мова моя клявся, душа моя ні при чому», — відповідає Іполит. Він вимовляє жорстоке викриття жінок: "Ой, коли б можна було без жінок продовжувати свій рід! Чоловік витрачається на весілля, чоловік бере свояків, дурна дружина тяжка, розумна дружина небезпечна, — я дотримаю клятву мовчання, але я проклинаю вас! "Він відходить, Федра в розпачі таврує годувальницю: " Прокляття тобі! смертю я хотіла врятуватися від безчестя; тепер бачу, що і смертю від нього не врятуватися. Залишилося одне, останній засіб ", — і вона йде, не називаючи його. Це засіб — збудувати на Іполита провину перед батьком. Хор співає: «Жахливий цей світ! бігти б з нього, бігти б!».
З-за сцени — плач: Федра в петлі, Федра померла! На сцені — тривога: є Тесей, він з жахом від несподіваного лиха. Палац розорюється, над тілом Федри починається загальний плач, Але чому вона покінчила з собою? В руці у неї — писальні дощечки;
Тесей читає їх, і жах його — ще більше. Виявляється, це Іполит, злочинний пасинок, зазіхнув на її ложе, і вона, не в силах знести безчестя, наклала на себе руки. "Отче Посейдон! Вигукує Тесей.- Ти колись обіцяв мені виконати три моїх бажання, — це остання з них: покарай Іполита, нехай не переживе він цього дня! "
З'являється Іполит, він теж вражений виглядом мертвої Федри, але ще більше — докорами, які обрушує на нього батько. "О, чому нам не дано розпізнавати брехню по звуку! Кричить Тесей. — Сини — брехлива батьків, а онуки — синів; скоро на землі не вистачить місця злочинцям. "Брехня — твоя святість, брехня — твоя чистота, і ось — твоя облічітельніца. Геть з моїх очей — іди в вигнання! «-» Боги і люди знають — я завжди був чистий, ось тобі моя клятва, а про інші виправданнях я мовчу, — відповідає Іполит. Ні хіть мене не штовхала до Федрі-мачухи, ні марнославство — до Федрі-цариці. Бачу я: неправа зі справи вийшла чистою, а чистого і справді не врятувала. Страти мене, якщо хочеш ". «Ні, смерть була б тобі милістю — іди в вигнання!» — "Прости, Артеміда, прости, Трезен, вибачте, Афіни! не було у вас людини чистіше серцем, ніж я ". Іполит йде; хор співає: «Доля мінлива, життя страшна, не дай же мені бог знати жорстокі світові закони!»
Прокляття збувається: прибіг. Іполит на колісниці виїхав з Трезен стежкою між скель і берегом моря. «Не хочу я жити злочинцем, — закликав він богам, — а хочу лише, щоб батько мій дізнався, що він не правий, а я правий, живий чи мертвий». Тут море заревло, скинувся вал вище горизонту, з валу встало чудовисько, як морський бик; коні шарахнулись і понесли, колісницю вдарило об скелі, юнака поволокли по камінню. Вмираючого несуть назад до палацу. «Я батько йому, і я сором їм, — каже Тесей, — нехай же він не чекає від мене ні співчуття, ні радості».
І тут над сценою є Артеміда, богиня Іполита. "Він правий, ти не правий, — каже вона. — Не права була і Федра, але нею рухала зла Афродіта. Плач, царю, що ділю з тобою твою скорботу ". На ношах вносять Іполита, він стогне і благає добити його; за чиї гріхи він розплачується? Артеміда нахиляється над ним з висоти: "Це гнів Афродіти, це вона згубила Федру, а Федра Іполита, а Іполит залишає невтішним Тесея: три жертви, одна найнещасніші інший. О, як шкода, що боги не сплачуються за долю людей! Буде горі і Афродіті — у неї теж є улюбленець мисливець Адоніс, і так він падає від моєї, Артемідіной, стріли. А тобі, Іполит, буде в Трезені вічна пам'ять, і кожна дівчина перед шлюбом буде приносити тобі в жертву пасмо Воло. Іполит вмирає, простивши батька;
хор закінчує трагедію словами: «Будуть литися потоками сльози про нього — / Якщо чоловіка великого рок поруйнував — / Його смерть незабутня навіки!»

## Український переклад
Українською мовою трагедію переклав Андрій Содомора:
- Евріпід. Трагедії / Переклади з давньогрецької А. Содомори та Бориса Тена. — К.: Основи, 1993. — 448 с. Гіпполіт 107—153 с [Архівовано 6 квітня 2015 у Wayback Machine.]